# Lourdes, Colombia
Lourdes är en ort i Colombia.   Den ligger i departementet Norte de Santander, i den norra delen av landet, 400 km norr om huvudstaden Bogotá. Lourdes ligger 1 426 meter över havet och antalet invånare är 1 500.
Terrängen runt Lourdes är bergig västerut, men österut är den kuperad. Runt Lourdes är det ganska glesbefolkat, med 21 invånare per kvadratkilometer. Närmaste större samhälle är Sardinata, 15,8 km norr om Lourdes. I omgivningarna runt Lourdes växer i huvudsak städsegrön lövskog.